# Força Aérea Portuguesa
La Força Aérea Portuguesa (tradotto dal portoghese Forza Aerea Portoghese, spesso abbreviata in FAP e anche conosciuta internazionalmente con la dizione in inglese Portuguese Air Force) è l'attuale aeronautica militare del Portogallo ed è parte integrante delle forze armate portoghesi.

## Storia
La Força Aérea Portuguesa fu creata ufficialmente il 1º luglio 1952 mediante la fusione della componente aerea dell'Esercito e della Marina, formando così un'unica e indipendente arma aerea.
In oltre cinquant'anni la F.A.P. è stata duramente impegnata a varie riprese in cruenti conflitti con alcune colonie in Africa, caratterizzati da un intenso logorio di macchine e risorse umane.
Perciò, non a caso, l'ultimo decennio l'ha vista sottoposta ad una intensa ristrutturazione e razionalizzazione del parco macchine e dei reparti. Così sono andati in pensione i gloriosi Lockheed T-33 Shooting Star, i Fiat G.91 e i Northrop T-38 Talon e nel luglio del 2000 sono stati ritirati dal servizio anche gli ultimi Vought A-7 Corsair II, sostituiti con i più moderni General Dynamics F-16 Fighting Falcon.
La FAP ricevette i suoi primi caccia a reazione (gli F-86 Sabre) nel 1959. Oggi la missione principale assegnata agli F-16 è la difesa dello spazio aereo del Paese, con attacco al suolo e antinave come missione secondaria.
Dal 1965 la Força Aérea Portuguesa cominciò a ricevere dalla Luftwaffe i piccoli caccia-bombardieri italiani Fiat G.91, appena radiati dai tedeschi. In totale i portoghesi ebbero 69 monoposti G.91R e 20 biposti da addestramento G.91T.
I Gina (così erano chiamati affettuosamente i G.91) furono assegnati all'Esquadra 20 e all'Esquadra 21. Essi furono gli unici ad avere un impiego bellico in quanto furono coinvolti nelle vicende coloniali portoghesi in Guinea, Mozambico e Angola (la cosiddetta guerra coloniale portoghese). In Guinea svolsero l'attività più intensa e si rivelarono i più efficaci tra gli aerei della FAP; essi si scontrarono con i MiG-15 e i MiG-17 nigeriani. In Mozambico l'attività fu meno intensa e riguardò sempre operazioni di appoggio tattico e controguerriglia. Infine in Angola l'impiego diretto portoghese era già terminato e i Gina effettuarono una sola missione di combattimento

## Struttura della FAP
La Força Aérea Portuguesa è strutturata su 3 livelli decisionali: il primo è denominato long termin planning e fa capo al CEMFA', lo Stato Maggiore dell'Aeronautica, con annessa la Divisione del Personale, dell'Intelligence, Operazioni e Logistica.
Il secondo livello è denominato short termin planning ed è composto dal Comando Operazioni, dal Comando Personale e dal Comando Logistico-Amministrativo, incaricati di mettere in pratica le filosofie d'impiego e le direttive tecniche elaborate dallo Stato Maggiore.
Infine il terzo livello, denominato execution, è costituito da quell'insieme di organismi (gruppi di volo, reparti manutenzione e logistica) incaricati dell'applicazione e dell'esecuzione pratica delle direttive e degli ordini dello Stato Maggiore.
A tutt'oggi la FAP dispone di 5 basi aeree principali sulle quali sono stazionati i reparti di volo, ed una serie di basi aeree minori utilizzate in occasione di esercitazioni e rischieramenti.

## Basi aeree

### Base Aérea nº 1 "Sintra"
Storicamente Sintra è la più vecchia base aerea nella Força Aérea Portuguesa. Essa è ubicata in prossimità dell'omonima cittadina, a poco più di una ventina di chilometri a nord/ovest della capitale Lisbona; la base ospita 3 reparti di volo e l'Accademia Aeronautica

### Base Aérea nº 4 "Lajes"
Lajes fu costruita nel 1941 sull'isola di Terceira, presso l'arcipelago delle Azzorre. Questa base aerea ha sempre rappresentato un sito strategico importantissimo per il Portogallo, oltre che per i suoi alleati. Infatti anche l'USAF mantiene in loco un proprio distaccamento a supporto degli aerei statunitensi in transito per l'Europa.
Sulla BA 4 Lajes dal 24 settembre 2008 la FAP disloca l'Esquadra 712 "Pumas", che opera con gli Aérospatiale SA 330S Puma in missioni di ricerca e salvataggio (SAR), e mantiene periodicamente un distaccamento di caccia F-16 da Monte Real.

### Base Aérea nº 5 "Monte Real"
La base aerea di Monte Real è sicuramente la più importante delle basi della FAP; essa è ubicata nel centro del Paese, a qualche chilometro di distanza dalla città di Leiria.

### Base Aérea nº 6 "Montijo"
La BA6 ha rappresentato per molti anni la principale base aerea portoghese; essa è situata a Montijo, pochi chilometri da Lisbona.
Oggi la base è sede dei reparti da trasporto e soccorso della FAP, con ben 4 unità basate e, più precisamente, l'Esquadra 601 "Lobos", l'Esquadra 751 "Pumas", l'Esquadra 504 "Linces" e l'Esquadra 501 "Bisontes"

### Base Aérea nº 11 "Beja"
Beja è la più recente delle basi aeree portoghesi, in quanto i lavori della sua costruzione risalgono al gennaio 1960; essa si trova a circa 200 chilometri a sud di Lisbona.
Negli anni sessanta la Luftwaffe, sfruttando accordi in ambito NATO, iniziò a sfruttare l'aeroporto per scopi addestrativi fino agli anni novanta.

Dopo il ritiro dei tedeschi, lo Stato Maggiore della Força Aérea Portuguesa decise di rischierare la maggior parte dei reparti addestrativi (l'Esquadra 101, l'Esquadra 103 e l'Esquadra 552 oltre ad 1 reparto di cacciabombardieri, l'Esquadra 301 "Jaguares") grazie alle buone caratteristiche meteo e alla scarsa densità di popolazione di questa zona del Portogallo.

## Academia do Ar
L'Academia do Ar è l'attuale accademia aeronautica portoghese. Essa si trova presso la base aerea di Sintra, qui i giovani allievi piloti hanno a disposizione una decina di alianti e motoalianti e gli ultimi de Havilland Canada DHC-1 Chipmunk rimasti ancora in servizio, principalmente per fornire esperienza di volo ai cadetti.

## Aeromobili in uso
Sezione aggiornata annualmente in base al World Air Force di Flightglobal del corrente anno. Tale dossier non contempla UAV, aerei da trasporto VIP ed eventuali incidenti accorsi durante l'anno della sua pubblicazione. Modifiche giornaliere o mensili che potrebbero portare a discordanze nel tipo di modelli in servizio e nel loro numero rispetto a WAF, vengono apportate in base a siti specializzati, periodici mensili e bimestrali. Tali modifiche vengono apportate onde rendere quanto più aggiornata la tabella.
| Aeromobile                              | Origine            | Tipo                                                    | Versione (denominazione locale)         | In servizio (2024) | Note | Immagine         |
| Aerei da combattimento                  |                    |                                                         |                                         |                    | |                  |
| Lockheed F-16 Fighting Falcon           | Stati Uniti        | aereo da cacciaconversione operativa                    | F-16AM-15MLUF-16BM-15MLU                | 214                | In origine 20 acquisiti nel 1990 e altri 25 nel 1998 direttamente dagli USA. 1 perso in incidente nel 2002 (pilota deceduto), 1 perso in incidente nel 2008 (pilota sopravvissuto), 1 radiato dopo incidente in atterraggio nel 2013 (pilota sopravvissuto), 12 venduti alla Romania nel 2013, 1 esposto come gate guardian e 4 non più idonei al volo Un ulteriore F-16AM è stato consegnato dagli Stati Uniti a maggio 2019, in base ad un accordo del 2013 in cui venivano ceduti 3 aerei (2 monoposto ed un biposto), il secondo dei quali è previsto per la consegna a fine luglio, per essere seguito da un biposto F-16BM alla fine del 2019. Ulteriori 5 aerei sono stati venduti all'Aeronautica rumena a fine gennaio 2020. |                  |
| Embraer A-29 Super Tucano               | Brasile            | aereo d'attacco leggero                                 | A-29N                                   | 0                  | 12 A-29N ordinati il 12 dicembre 2024. |                  |
| Aerei da pattugliamento marittimo       |                    |                                                         |                                         |                    | |                  |
| CASA C-295                              | Spagna             | aereo da pattugliamento marittimo                       | C-295MPA                                | 5                  | |                  |
| Lockheed P-3 Orion                      | Stati Uniti        | aereo da pattugliamento marittimo                       | P-3C CUPP-3CUP+                         | 4                  | 6 P-3P, in servizio dal 1986 al 2010, derivati dalla conversione e dall'ammodernamento di altrettanti velivoli P-3B già in servizio con la RAAF. 5 P-3C CUP ex Koninklijke Marine acquistati nel 2008. Ulteriori 6 P-3C CUP+ ex Marineflieger ordinati il 30 agosto 2023, il primo dei quali è stato consegnato il 9 febbraio 2024. Questi sei esemplari, oltre a sostituire i due più vecchi Orion ex olandesi, sono stati acquistati per mantenere una flotta operativa di sei esemplari più due immagazzinati per fornire pezzi di ricambio. |                  |
| Aerei per impieghi speciali             |                    |                                                         |                                         |                    | |                  |
| De Havilland Aircraft of Canada DHC-515 | Canada             | aereo antincendio                                       |                                         | 0                  | 2 DHC-515 ordinati il 18 luglio 2024. |                  |
| Aeromobili a pilotaggio remoto - UAV    |                    |                                                         |                                         |                    | |                  |
| UAVision OGS 42 Ogassa                  | Portogallo         | UAV                                                     | OGS 42NOGS 42VN                         | 6                  | 6 OGS 42N a decollo convenzionale, 6 OGS 42NV a decollo verticale, acquistati nel 2020. |                  |
| Aerei da trasporto                      |                    |                                                         |                                         |                    | |                  |
| Embraer KC-390                          | Brasile            | aereo da trasporto rifornimento in volo                 | KC-390                                  | 3                  | 5 ordinati l'11 luglio 2019 con consegne previste tra il 2022 ed il 2027. Il primo esemplare è stato consegnato in Brasile il 16 ottobre 2022, mentre è stato trasferito in Portogallo ed è entrato ufficialmente in servizio il 19 ottobre 2023. Un sesto esemplare è stato ordinato il 16 giugno 2025. Terzo esemplare consegnato il 17 luglio 2025. |                  |
| Lockheed C-130 Hercules                 | Stati Uniti        | aereo da trasporto                                      | C-130HC-130H-30                         | 2                  | Un esemplare (il 16804) è precipitato l'11 luglio 2016 presso la base di Montijo. Dopo questo incidente è stato deciso di mettere a terra la flotta. I 2 C-130H ed i 2 C-130H-30 in servizio sono stati aggiornati nell'avionica dalla portoghese OGMA tra il 2019 ed il 2020. |                  |
| CASA C-295                              | Spagna             | aereo da trasporto tattico                              | C-295M                                  | 6                  | 7 consegnati. |                  |
| Dassault Falcon 50                      | Francia            | aereo da trasporto VIP aeroambulanza                    | Falcon 50                               | 3                  | |                  |
| Dassault Falcon 900                     | Francia            | aereo da trasporto VIP                                  | Falcon 900B                             | 1                  | 1 Falcon 900B di seconda mano ex OMNI Aviation, ricevuto il febbraio 2023. |                  |
| Aerei da addestramento                  |                    |                                                         |                                         |                    | |                  |
| Aérospatiale TB-30 Epsilon              | Francia Portogallo | aereo da addestramento                                  | TB-30                                   | 11                 | 18 TB-30 ordinati nell'ottobre del 1987, con il primo aereo consegnato nel gennaio del 1989 ed i restanti aerei prodotti e forniti dall'azienda portoghese OGMA. |                  |
| De Havilland Canada DHC-1 Chipmunk      | Canada Portogallo  | aereo da addestramento                                  | DHC-1 Mk.20                             | 7                  | 30 esemplari acquistati e prodotti su licenza da OGMA. |                  |
| Fournier RF-10                          | Francia            | aliante scuola                                          |                                         | 4                  | | su abpic.co.uk   |
| Schleicher ASK 21                       | Germania           | aliante scuola                                          |                                         | 4                  | | su airliners.net |
| LET L 23 Super Blaník                   | Rep. Ceca          | aliante scuola                                          |                                         | 3                  | | su airliners.net |
| Elicotteri                              |                    |                                                         |                                         |                    | |                  |
| AgustaWestland EH-101 Merlin            | Regno Unito Italia | SARsorveglianza marittimaelicottero da trasporto truppe | EH-101 Mk.514EH-101 Mk.515EH-101 Mk.516 | 624                | 12 EH-101 ordinati nel 2003 e ricevuti a partire dal febbraio del 2005. Di questi, 6 Model 514 sono allestiti per missioni SAR, 2 Model 515 allestiti per sorveglianza marittima e 4 Model 516 per trasporto truppe. |                  |
| AgustaWestland AW119 Koala              | Italia             | elicottero multiruolo                                   | AW119Kx                                 | 7                  | 5 AW119Kx ordinati il 18 ottobre 2018, con un contratto di circa 20 milioni di euro (più 2 opzioni), e consegne entro la fine del 2020. I primi 2 esemplari sono stati consegnati a febbraio 2019. 2 esemplari che erano in opzione sono stati ordinati e consegnati il 22 novembre 2023. |                  |
| Kamov Ka-32                             | Russia             | elicottero antincendio                                  | Ka-32A11BC                              | 6?                 | 6 Ka-32A11BC ex Autoridade Nacional de Emergência e Proteção Civil, ricevuti da questa nel 2006 e trasferiti alla FAP nel febbraio 2022. La flotta è stata immobilizzata dal 2018 per motivi di manutenzione e incidenti, e dopo un lungo iter di contenziosi tra lo Stato e le società coinvolte nell'esercizio e nella manutenzione di questa, è stato stabilito che il Ministero della Difesa portoghese dovrà riportare in condizioni di aeronavigabilità per l'utilizzo nelle Forze Armate. |                  |
| Sikorsky UH-60 Black Hawk               | Stati Uniti        | elicottero utility                                      | UH-60AUH-60L                            | 3                  | 6 UH-60A ex US Army ordinati il 12 agosto 2022, con consegne a partire dal 2023, saranno utilizzati per la lotta agli incendi in sostituzione dei Ka-32. Primi due esemplari consegnati il 22 novembre 2023. Ulteriori 3 UH-60L, ricondizionati da Ace Aeronautics, sono stati ordinati a settembre 2024. Terzo esemplare consegnato il 6 dicembre 2024. |                  |

## Aeromobili ritirati
- Sud-Aviation SA 316B Alouette III - 156 esemplari (1963-2020)[47][48][49]
- Dassault-Dornier Alpha Jet A - 50 esemplari (1993-2018)[50]
- CASA C-212-100 Aviocar - 24 esemplari (1976-2011)[51]
- CASA C-212-300 Aviocar - 2 esemplari (1994-2011)[51]
- Lockheed P-3P Orion - 6 esemplari (1986-2010)[15]
- Aérospatiale SA 330S1 Puma - 12 esemplari (1969-2008)[34]
- Vought A-7P Corsair II - 44 esemplari (1981-1999)[52]
- Vought TA-7P Corsair II - 6 esemplari (1984-1999)[52]
- Vought TA-7C Corsair II - 1 esemplare (1982-1985)[52]
- Fiat G.91R4 - 110 esemplari (1965-1993)[53]
- Northrop T-38A Talon - 12 esemplari (1976-1993)[54]
- Cessna T-37C Tweet - 26 esemplari (1963-1990)[55]
- Lockheed T-33 Shooting Star
- North American T-6 Texan
- de Havilland DH.100 Vampire
- Douglas A-26 Invader
- North American F-86 Sabre
- Piper L-21
- de Havilland DH.89 Dragon Rapide
- Dornier Do 27
- Junkers Ju 52
- Douglas C-47 Dakota
- Douglas C-54 Skymaster
- Nord 2501 Noratlas
- Grumman G-21 Goose
- Lockheed P2V Neptune
- de Havilland DH.82 Tiger Moth
- Sikorsky H-19
- Aérospatiale SE 313 Alouette II